# الشيخ العفريت
الشيخ العفريت (تونس، 1897- أريانة, 26 جويلية 1939) فنان تونسي من أصل يهودي واسمه الحقيقي أيسران إسرائيل روزيو. ينحدر والده سلام روزيو من بلدة مغيرة بالمغرب، وأمه ستوري خلفون من ليبيا، وكانت قد اشتغلت في الغناء.
سكن بحارة المغاربة وحارة الشرف بالحفصية بتونس العاصمة ثمّ انتقل إلى حومة الوزّ ثمّ سيدي بوحديد ثمّ سيدي مردوم، ثمّ باب قرطاجنّة، وحلق الوادي في فصل الصّيف. امتاز بصوت قوي وحاد وكانت لديه القدرة على الارتجال في الطبوع التونسية؛ كما قام الشيخ العفريت بكتابة بعض الأشعار بنفسه. توفي الشيخ العفريت بأريانة بعد مرضه بالسل يوم 26 يوليو 1939 تاركا وراءه ما يناهز 480 أغنية.

## من أغانيه
| - الأيام كيف الريح - يا فاطمة - يا البية لاموني في حبك. - يالى تحب تسحر راجلها - يا اللي راجلها مغيار - يا ناس هملت وعملت رحلة - كيف كنت صغيرة - تعيش وتفوز - زوجني يا بابا | - يا من صبر صبرين على جنات - عارك يا بو البنات - العشاقة - أنا الطرقي - حسناء جارتي - عطاك ربي - اش بيك غضبانة - علاش تفكر فيا - عين سودا - مقواني يا نوم عيني | - الزين ريته عشية - استغرمت بغنجة - لاني على واد مليان - مبروكة تتبرى - خلطة الأصحاب - قد ما عملت معاك - في الشط تعوم - أنا ماذبيّ - سيدي خويا لا يقلّه | - آش بيك غضبانة - علاش تغير علي - علاش تفكر في - يا ربّي حنيني - قلقت وملّيت - هزّي حزامك - الصد - زعمة النّار تطفاشي - زوز صبايا |

## المرجع
موسوعة الموسيقى

## وصلات خارجية
- الشيخ العفريت على موقع ميوزك برينز (الإنجليزية)
- الشيخ العفريت على موقع ديسكوغز (الإنجليزية)

- استمع إلى يا اللي راجلها مغيار